# Chalcophyma harrilena
Chalcophyma harrilena es un coleóptero de la familia Chrysomelidae.
Fue descrita científicamente en 1983 por Bechyne.